# Halina Zalewska
Halina Zalewska (Polonia, 20 ottobre 1940 – Roma, 19 agosto 1976) è stata un'attrice polacca naturalizzata svizzera, a volte accreditata come Alina Zalewska e Ella Karin.

## Biografia
Nata in Polonia, era figlia di una nobildonna polacca e del Principe Reggente di Varsavia Igor Zalewsky XXXVII. Sorellastra dell'attrice Ely Galleani e madre del faccendiere Igor Marini, trascorse l'infanzia e l'adolescenza ad Alassio, città natale del padre adottivo.
La sua carriera fu lanciata dalla vittoria del concorso di bellezza Miss Muretto nel 1958. Lo stesso anno fu espulsa da Miss Italia per avere falsificato la sua età alzandola di 18 giorni, in modo da risultare maggiorenne. Fu molto attiva nei film di genere, ma la sua carriera comprende anche alcuni film d'autore, tra cui un ruolo secondario nel Gattopardo di Luchino Visconti.
Morì accidentalmente in un incendio nel 1976, all'età di 35 anni.

## Filmografia parziale
- Leoni al sole, regia di Vittorio Caprioli (1961)
- La calda vita, regia di Florestano Vancini (1963)
- Ercole sfida Sansone, regia di Florestano Vancini (1963)
- Il trionfo dei dieci gladiatori, regia di Antonio Margheriti (1964)
- I lunghi capelli della morte, regia di Antonio Margheriti (1964)
- La congiuntura, regia di Ettore Scola (1965)
- Il mistero dell'isola maledetta, regia di Piero Pierotti (1965)
- Questo pazzo, pazzo mondo della canzone, regia di Bruno Corbucci e Giovanni Grimaldi (1965)
- Un angelo per Satana, regia di Camillo Mastrocinque (1966)
- Il pianeta errante, regia di Antonio Margheriti (1966)
- Agente segreto 777 - Invito ad uccidere, regia di Enrico Bomba (1966)
- The Bounty Killer, regia di Eugenio Martín (1966)
- La morte viene dal pianeta Aytin, regia di Antonio Margheriti (1967)
- Joe l'implacabile, regia di Antonio Margheriti (1967)
- Gente d'onore, regia di Folco Lulli (1967)
- Omicidio per appuntamento, regia di Mino Guerrini (1967)
- L'odio è il mio Dio, regia di Claudio Gora (1969)
- La polizia brancola nel buio, regia di Helia Colombo (1975)